# Puerto General Nicolás Bravo
Puerto General Nicolás Bravo är en ort i Mexiko.   Den ligger i kommunen Leonardo Bravo och delstaten Guerrero, i den södra delen av landet, 210 km söder om huvudstaden Mexico City. Puerto General Nicolás Bravo ligger 2 439 meter över havet och antalet invånare är 897.
Terrängen runt Puerto General Nicolás Bravo är kuperad åt nordost, men åt sydväst är den bergig. Runt Puerto General Nicolás Bravo är det ganska glesbefolkat, med 34 invånare per kvadratkilometer. Närmaste större samhälle är Chichihualco, 17,8 km öster om Puerto General Nicolás Bravo. I omgivningarna runt Puerto General Nicolás Bravo växer i huvudsak städsegrön lövskog.